# آدام مورتون
آدام مورتون ( انگلیسی: Adam Morton؛ مه ۱۹۴۵ مهٔ ۱۹۴۵ – ۲۲ اکتبر ۲۰۲۰) فیلسوف، و استاد دانشگاه ارمنی‌تبار اهل کانادا بود. وی عضو هیئت علمی دانشگاه‌های آلبرتا، اتاوا، اکلاهما و عضو انجمن سلطنتی کانادا بود.

## زندگی‌نامه
وی در مه ۱۹۴۵ در لندن به دنیا آمد و از دانشگاه پرینستون و دانشگاه مک‌گیل فارغ‌التحصیل گشت.  وی در ۲۲ اکتبر ۲۰۲۰ در سن ۷۵ سالگی در ونکوور، بریتیش کلمبیا درگذشت.